# 根岸隆
根岸 隆（ねぎし たかし、1933年（昭和8年）4月2日 - ）は、日本の経済学者（経済理論・経済学史）。経済学博士（東京大学・論文博士・1963年）。東京大学名誉教授。日本学士院会員、文化功労者。文化勲章受章、Econometric Society会長を歴任。
消費者の効用関数を、内生的な個人重要度（所得の限界効用の逆数）で加重して集計した社会的厚生関数の最大解と、完全競争均衡との同値性を発見し証明した。ケインズ・ネギシ均衡（Keynes-Negishi Equilibria：不完全競争的な製品市場および労働市場で、企業と労働組合とが屈折する需要曲線を想定して行動する際の市場均衡)の業績でも高名である。
数理経済学の宇沢弘文、国際経済学の小宮隆太郎とならび、経済理論の根岸は、東大経済を代表する"巨匠"とされる。

## 略歴
- 1933年（昭和8年） 東京生まれ
- 1952年（昭和27年） 東京都立日比谷高等学校卒業[6]
- 1956年（昭和31年） 東京大学経済学部経済学科卒業
- 1963年（昭和38年） 経済学博士（東京大学）[7]
- 1965年（昭和40年） 東京大学経済学部助教授
- 1966年（昭和41年） Econometric Societyの終身フェロー
- 1975年（昭和50年） ロンドン大学ロンドン・スクール・オブ・エコノミクス客員教授
- 1976年（昭和51年） 東京大学経済学部教授
- 1985年（昭和60年） 理論計量経済学会（現在の日本経済学会）会長
- 1990年（平成2年） 東京大学経済学部長
- 1993年（平成5年） Econometric Society会長[2]
- 1994年（平成6年） 東京大学名誉教授、後に青山学院大学教授
- 1997年（平成9年） 経済学史学会代表幹事[8]
- 1998年（平成10年） 日本学士院会員
- 2002年（平成14年） 東洋英和女学院大学教授

## 賞歴
- 1993年（平成5年） 日本学士院賞[9]

## 栄典
- 2006年（平成18年） - 文化功労者[9]
- 2008年（平成20年） - 瑞宝重光章受章[9]
- 2014年（平成26年）11月 - 文化勲章受章[10][9]

## 著書

### 単著
- 『価格と配分の理論』（東洋経済新報社、1965年）
- 『貿易利益と国際収支』（創文社、1971年）
- General equilibrium theory and international trade, (North-Holland, 1972)
- Microeconomic foundations of Keynesian macroeconomics, (North-Holland, 1979)
- 『ケインズ経済学のミクロ理論』（日本経済新聞社、1980年）
- 『古典派経済学と近代経済学』（岩波書店、1981年）
- 『経済学の歴史』（東洋経済新報社、1983年／第2版、1997年）
- 『経済学のタイム・トンネル』（日本評論社、1984年）
- Economic theories in a non-Walrasian tradition, (Cambridge University Press, 1985)
- 『ワルラス経済学入門：「純粋経済学要論」を読む』（岩波書店、1985年）
- 『経済学における古典と現代理論』（有斐閣、1985年）
- History of economic theory, (North-Holland,1989)
- Economic theories in a non-Walrasian tradition, (Cambridge University Press, 1989)
- 『ミクロ経済学講義』（東京大学出版会、1989年）
- General equilibrium theory, (Edward Elgar, 1994)
- The history of economics, (Edward Elgar, 1994)
- 『経済学史入門』（放送大学教育振興会、1997年／第2版、2001年）
- Economic thought from Smith to Keynes, (Edward Elgar, 2000)
- 『経済学史24の謎』（有斐閣、2004年）
- 『経済学の理論と発展』（ミネルヴァ書房、2008年）
- 『一般均衡論から経済学史へ』（ミネルヴァ書房、2011年）

### 共著
- （浜田宏一）『計画理論入門』（日本能率協会、1962年）
- （新開陽一・新飯田宏）『近代経済学：経済分析の基礎理論』（有斐閣、1972年、新版1987年）
- （福岡正夫・早坂忠）『ケインズと現代』（税務経理協会、1983年）
- Disequilibrium trade theories, with Motoshige Itoh, (Harwood Academic Publishers, 1987)

### 編著
- 『経済学：理論篇』（日本評論社、1977年）
- 『経済学のパラダイム：経済学の歴史と思想から』（有斐閣、1995年）

### 共編著
- （渡部福太郎）『日本の貿易』（岩波書店、1971年）
- （岡野行秀）『公共経済学』（有斐閣、1973年）
- （岡野行秀）『公共経済学の展開：大石泰彦教授還暦記念論文集』（大石泰彦教授還暦記念論文集刊行会、1983年）
- （山口重克）『二つの経済学：対立から対話へ』（東京大学出版会、1984年）
- Developments in Japanese economics,co-edited with Ryuzo Sato, (Academic Press, 1989)
- （新開陽一・樋口進）『近代経済学教室：わかりやすい経済学の発見』（有斐閣、1990年）
- （三野和雄）『市場・動学・経済システム：佐藤隆三教授記念論文集』（日本評論社、2011年）

### 訳書
- ロバート・ドーフマン『価格の理論』（東洋経済新報社、1965年）
- J・ヒックス『資本と時間：新オーストリア理論』（東洋経済新報社、1974年）
- ジェイコブ・ヴァイナー『キリスト教と経済思想』（根岸愛子との共訳、有斐閣、1980年）

### 論文
- 「マーシャルは生産者余剰を忘れたのか?」『日本學士院紀要』第54巻第3号（2000年）doi:10.2183/tja1948.54.87。
- 「ミルはソーントンに如何に答えるべきであったか」『日本學士院紀要』第57巻第1号（2002年）doi:10.2183/tja1948.57.17。
- 「チューネンはなにを最大化したのか?」『日本學士院紀要』第59巻第3号（2005年）doi:10.2183/tja1948.59.199。
- 「マーシャルの部分均衡論と生産者余剰」『東洋英和大学院紀要』創刊号（2005年）NAID 110004618062。
- 「森嶋通夫教授と投資関数」『日本學士院紀要』第62巻第1号（2007年）NAID 110006377520。

### 書評
- 久保田哲夫『為替レートと金融政策』『經濟學論究』第42巻第3号（1988年）NAID 110000404966。

## 親族
- 妻は、森泰吉郎（経営学者、森ビル創業者）の長女[11]。
- 祖父は、根岸由太郎（立教大学教授、英文学者）

## 門下生
- 伊藤元重（東京大学教授）
- 林文夫（一橋大学教授）
- 神取道宏（東京大学教授）
- 渡辺努（東京大学教授）

## 関連文献
- Grandmont, Jean-Michel（ドイツ語版）; Nishimura, Kazuo; Yano, Makoto (2008). “On Professor Takashi Negishi's contributions to economic theory”. International Journal of Economic Theory 4 (2):  137-149. doi:10.1111/j.1742-7363.2008.00081.x.